# Amiidae
Gli amiidi (Amiidae) sono una famiglia di pesci amiiformi, apparsi nel Giurassico superiore (circa 150 milioni di anni fa) e tuttora rappresentati dalla sola specie Amia calva.

## Descrizione
Solitamente gli amiidi possiedono un corpo relativamente allungato ma robusto, e il loro scheletro è ben ossificato. Possiedono ossa parietali appaiate, processi ventrali dell'exoccipitale che non raggiungono il margine posteriore dell'occipite, un singolo paio di extrascapolari, e alcune caratteristiche primitive come la presenza dell'anello sclerotico e di un osso suborbitale. La pinna caudale possiede solitamente un margine convesso e arrotondato. L'osso golare è a forma di grande piastra mediana, mentre le vertebre caudali preurali sono dotate di centri vertebrali solidi e a forma di tamburo (diplospondili). Al contrario di altri pesci ossei non teleostei, gli amiidi non possiedono scaglie ganoidi.

## Classificazione
Gli amiidi sono la famiglia più derivata degli amiiformi, un gruppo di osteitti neotterigi vicini all'origine dei teleostei. Attualmente sono rappresentati da una sola specie, Amia calva, che popola le acque dolci della parte orientale dell'America settentrionale. 

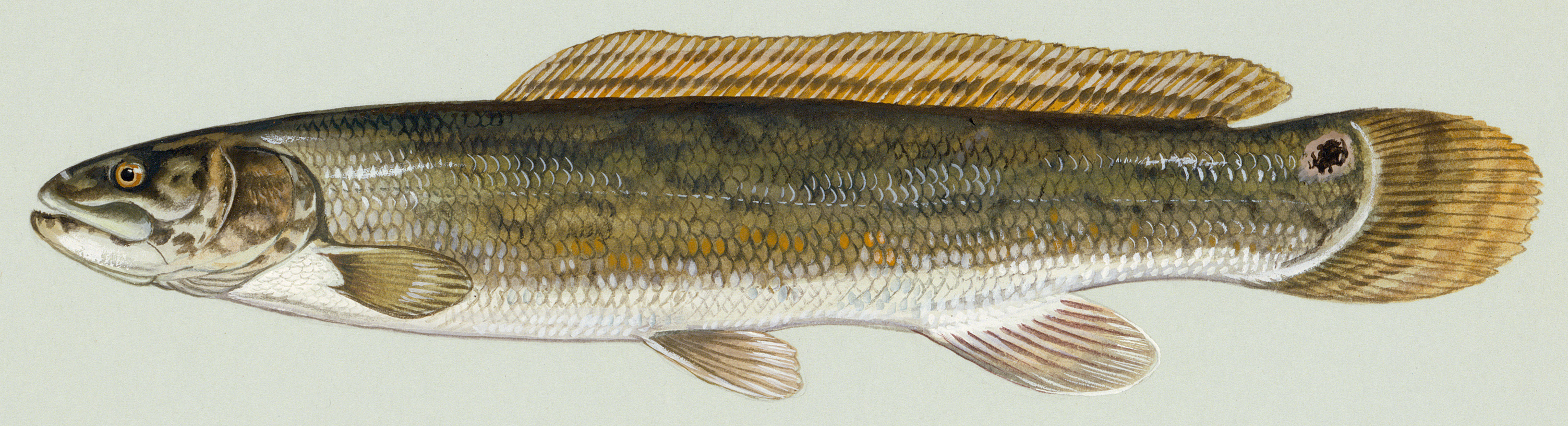
Illustrazione di Amia calva

Gli amiidi ebbero una discreta diffusione in molte zone del mondo nel Cretaceo e nel Paleogene, mentre nel Miocene erano già piuttosto rari. Le specie più antiche sono Solnhofenamia elongata e Amiopsis lepidota, i cui fossili sono stati ritrovati nei calcari litografici del Giurassico superiore di Germania (Solnhofen) e Francia (Čerín). Altri amiidi sono inoltre segnalati nel Giurassico superiore inglese, nel Cretaceo inferiore di Brasile, Messico, Africa occidentale, Spagna, Belgio, Slovenia, Italia e Giappone, nel Cretaceo superiore degli USA occidentali, Canada, Portogallo, Israele e Uzbekistan, nel Paleogene di USA occidentali, Isola di Ellesmere (Canada), Spitsbergen (Norvegia), Germania, Inghilterra, Francia, Spagna, Repubblica Ceca, Arabia Saudita, Cina, Mongolia e Africa settentrionale. Gli ultimi esemplari fossili si trovano nel Miocene di Kazakhstan e Siberia, mentre attualmente è presente la sola Amia calva del Nordamerica.

### Tassonomia
La famiglia è suddivisa in quattro sottofamiglie e undici generi (Grande e Bemis, 1998):
- Amiidae
  - Sottofamiglia Amiinae
    - Amia
    - †Cyclurus
    - †Pseudoamiatus

  - Sottofamiglia †Amiopsinae
    - †Amiopsis

  - Sottofamiglia †Solnhofenamiinae
    - †Solnhofenamia

  - Sottofamiglia †Vidalamiinae
    - †Calamopleurus
    - †Maliamia
    - †Melvius
    - †Pachyamia
    - †Vidalamia

  - Sottofamiglia incertae sedis
    - †Nipponamia

## Biologia
I membri della famiglia Amiidae erano tutti predatori di dimensioni medio-grandi. Alcuni generi popolavano le acque dolci (Amia, Cyclurus, Melvius, Calamopleurus, Amiopsis, Nipponamia), altri quelle salmastre (Cyclurus, Amiopsis), altri ancora erano marini (Pachyamia, Melvius, Calamopleurus, Solnhofenamia, Amiopsis) (Grande e Bemis, 1998).
Quando il livello di ossigeno è basso (come spesso accade in acque calme), l'amia può salire in superficie e immettere aria nella sua vescica natatoria, che è correlata con i vasi sanguigni e può essere utilizzata come un polmone primitivo.